# Phobetes egregius
Phobetes egregius là một loài tò vò trong họ Ichneumonidae.